# Campeonato Europeo de Patinaje Artístico sobre Hielo de 1925
El XXIII Campeonato Europeo de Patinaje Artístico sobre Hielo se realizó en Triberg (Alemania) en enero de 1925. Fue organizado por la Unión Internacional de Patinaje sobre Hielo (ISU) y la Unión Alemana de Patinaje sobre Hielo.

## Resultados
| Puesto | Nombre            | País     | Puntos |
| ------ | ----------------- | -------- | ------ |
| Oro    | Willy Böckl       | Austria  |        |
| Plata  | Werner Rittberger | Alemania |        |
| Bronce | Otto Preissecker  | Austria  |        |

## Medallero
| Núm. | País     | Oro | Plata | Bronce | Total |
| ---- | -------- | --- | ----- | ------ | ----- |
| 1    | Austria  | 1   | 0     | 1      | 2     |
| 2    | Alemania | 0   | 1     | 0      | 1     |
|      | TOTAL    | 1   | 1     | 1      | 3     |